# Rapidan
Il fiume Rapidan è un corso d'acqua dello Stato della Virginia (USA) che nasce nei Monti Blue Ridge e confluisce nel fiume Rappahannock.
È stato teatro di varie battaglie della Guerra di secessione americana.
Il nome, apparentemente, è una combinazione della parola "rapide" (rapids) e del nome della regina Anna d'Inghilterra.
Tra i suoi tributari vi è il fiume Robinson.